# Trachyloma arcuatum
Trachyloma arcuatum là một loài rêu trong họ Pterobryaceae. Loài này được (Hedw.) Mitt. mô tả khoa học đầu tiên năm 1859.